# Jerzy Siwy
Jerzy Siwy (ur. 20 kwietnia 1921 w Brzozowicach-Kamieniu, obecnie dzielnicy Piekar Śląskich, zm. 26 listopada 1983 w Zabrzu) – polski aktor teatralny i filmowy, reżyser.

## Życiorys
W 1953 roku zdobył wykształcenie, kończąc Studio Dramatyczne przy Teatrze im. S. Wyspiańskiego w Katowicach Występował w następujących teatrach:
- Teatr Śląski (1952-57)
- Teatr Zagłębia (1957-71)
- Teatr Nowy w Zabrzu (1971-83)

Wcześniej, pracując w kopalni, jednocześnie działał w amatorskim ruchu teatralnym. Był inscenizatorem i reżyserem widowisk przygotowywanych przy okazji świąt państwowych i rocznic.

## Filmografia
- 1964: Koniec naszego świata − SS-mann
- 1969: Sól ziemi czarnej − powstaniec
- 1971: Perła w koronie − Milenda
- 1974: Linia
- 1976: Próba ognia
- 1978: Ślad na ziemi (odc. 7)
- 1979: Biała gorączka
- 1980: Grzeszny żywot Franciszka Buły
- 1982: Blisko, coraz bliżej (odc. 3)
- 1982: Do góry nogami − Alojz Hebel
- 1982: Odlot − Kaliński
- 1983: Sześć milionów sekund − dziadek (odc. 1, 11 i 17)

## Teatr telewizji
Zagrał w kilku spektaklach teatru telewizji, m.in. jedną z głównych ról w spektaklu "Stary portfel" w 1981 roku.